# Subregió
Una subregió és una unitat conceptual que deriva d'una més gran regió o continent i està basada en la seva ubicació. Els punts cardinals com, el sud o sud-est, es fan servir habitualment per a definir una subregió.

## Les subregions de les Nacions Unides

Al geoesquema de les Nacions Unides, per raons de coherència estadísitca cada país o àrea es mostra dins una única regió: per exemple Rússia que està a Europa i Àsia.

La Divisió Estadísitica de les Nacions Unides de l'ONU està encarregada de recollir, processar i disseminar informació estadística per l'ONU. El 1999, desenvolupà un sistema macrogeogràfic (continental) basat en regions, subregions i altres grups per tal d'informar dels avenços en els objectius del segle XXI a tot el món. La primera publicació portà el títol de World's Women 2000: Trends and Statistics el 2000.
Aquest esquema es fa servir en diversos organismes de les Nacions Unides. D'acord amb l'ONU, aquestes divisions geogràfiques no impliquen cap assumpció per part de l'ONU sobre política dels estats.

## Subregions per continent
A continuació una llista no exhaustiva de subregions ordenades alfabèticament pel nom de la regió (és a dir, el continent)

### Àfrica
- per subregions de l'ONU:
  - Àfrica del Nord
  - Àfrica Occidental
  - Àfrica central
  - Àfrica oriental
  - Àfrica del Sud
- per geografia:
  - Àfrica del Nord
    - Magrib
    - Sahel africà

  - Àfrica Subsahariana
    - Àfrica occidental
    - Àfrica oriental
    - Àfrica del Sud
    - Àfrica central
    - Congo
    - Àfrica del Sud
    - Sudan (regió)
- per geologia: Ramiah RAGU
  - Cràton de Kaapvaal
  - Cràton de Zimbabwe

### Amèrica
- vegeu també: Amèrica (terminologia)

- per subregions de l'ONU:
  - Amèrica Septentrional
  - Amèrica del Sud
  - Amèrica Central
  - Carib

#### Amèrica del Nord
- per geografia:
  - Canadà del Nord
  - Gran Conca
  - Grans Planes
  - Grans Llacs
  - Antilles Majors
  - Antilles Menors
- per geologia:
  - Escut canadenc
  - Laurència o Cràton d'Amèrica del Nord
  - Cràton de Slave
  - Cràton Superior
  - Cràton de Wyoming
- per economia:
  - Àrea de Lliure Comerç d'Amèrica del Nord (ALCAN)
  - Comunitat del Carib (CARICOM)
  - PETROCARIBE
  - Tractat de Lliure Comerç entre República Dominicana, Centreamèrica i Estats Units d'Amèrica (TLC)

#### Amèrica del Sud
- per geografia:
  - Altiplà andí
  - Conca amazònica
  - Andes
  - Carib Sud-americà
  - Gran Chaco
  - Guaiana
  - Pampa
  - Pantanal
  - Patagònia
- per economia (Unió de Nacions Sud-americanes):
  - Comunitat Andina de Nacions
  - Mercosur

### Euràsia

#### Àsia
- per subregions de l'ONU:
  - Àsia Occidental
  - Àsia central
  - Àsia meridional
  - Àsia oriental
  - Àsia Sud-oriental

- per geografia:
  - Àsia central
  - Àsia Occidental
    - Aràbia
    - Anatòlia
    - Caucas
    - Xam
    - Mesopotàmia
    - Kurdistan
    - Altiplà iranià/Balutxistan